# Schwarzenberg am Böhmerwald
Schwarzenberg am Böhmerwald är en ort och kommun i Österrike. Den ligger i distriktet Rohrbach i förbundslandet Oberösterreich, 180 kilometer väster om huvudstaden Wien. Kommunen gränsar i norr till Tjeckien och i väster till Bayern i Tyskland.
Kommunen består av tre orter (Ortschaften) (inom parentes invånarantal 1 januari 2024):
- Hinteranger (127)
- Holzschlag (0)
- Schwarzenberg am Böhmerwald (455)